# 대한민국 헌법 제79조
대한민국 헌법 제79조는 대한민국 헌법의 조항이다. 3항으로 구성되어 있다.

## 본문
①대통령은 법률이 정하는 바에 의하여 사면·감형 또는 복권을 명할 수 있다.

②일반사면을 명하려면 국회의 동의를 얻어야 한다.

③사면·감형 및 복권에 관한 사항은 법률로 정한다.

## 내용
대통령의 사면·복권·감형의 명령에 관한 내용이다.

## 같이 보기
- 대한민국 헌법 제4장 제1절
- 대한민국 형법 제82조 복권